# Adamenka
Die Adamenka (belarussisch Адаменка) ist ein kleiner Fluss im Rajon Bychau in der Mahiljouskaja Woblasz in Belarus.
Die Länge des Flusses beträgt 13 Kilometer. Der Fluss entspringt nordöstlich des Dorfes Tscharnalesse und mündet beim Dorf Nowy Bychau von rechts in den Dnepr. Das durchschnittliche Gefälle der Adamenka beträgt 1 %.